# Santa Eulàlia de Marqueixanes

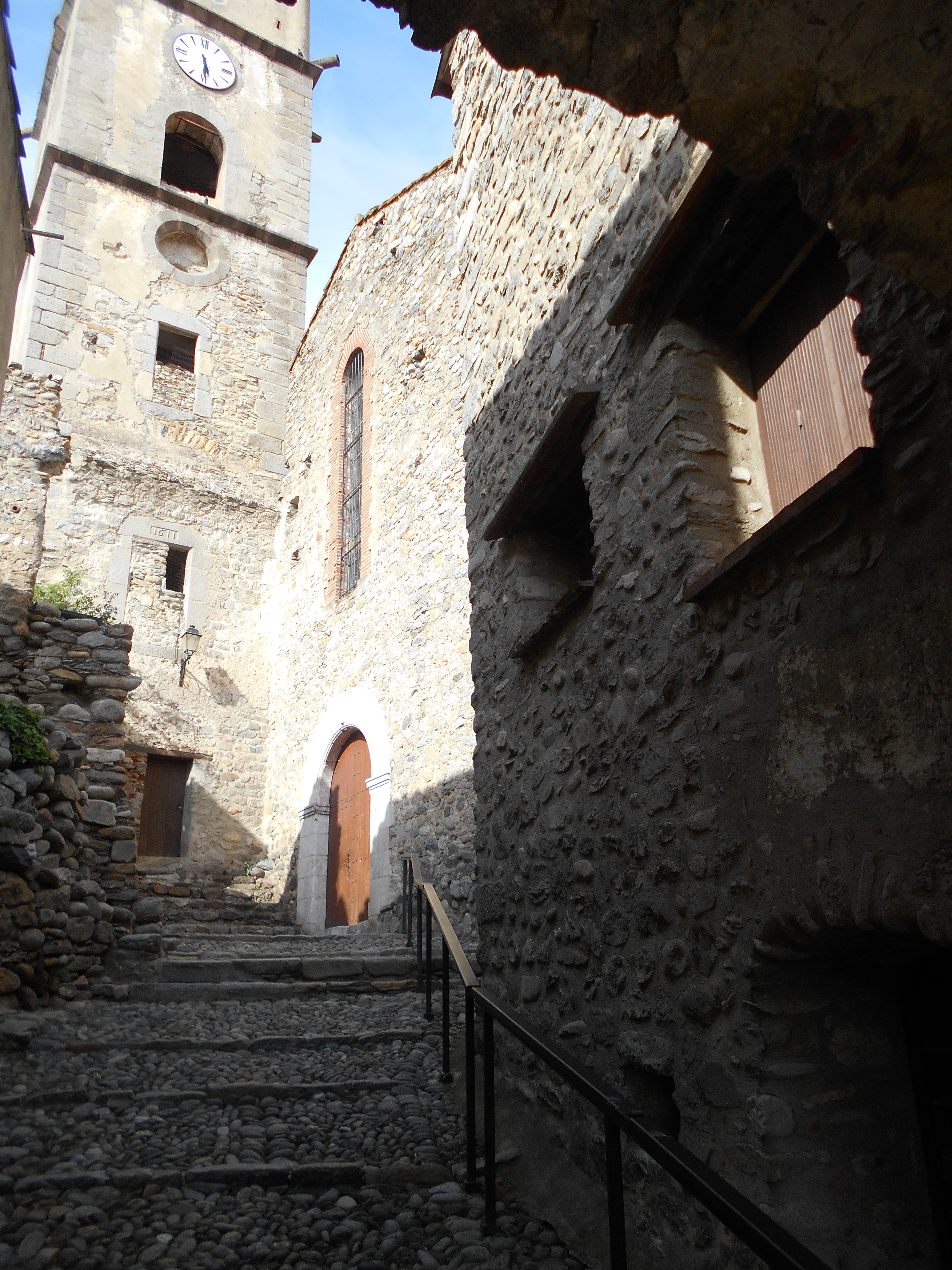
Porta de l'església, dins de la cellera

Santa Eulàlia i Santa Júlia de Marqueixanes és l'església parroquial d'origen romànic del poble de Marqueixanes, de la comarca del Conflent, a la Catalunya del Nord.
Està situada al centre de la cellera d'on sorgí el poble, al cim del turonet on es dreça.
El primer esment d'aquesta església data de l'any 1025, en un document de permuta de Santa Eulàlia de Marqueixanes per Sant Sadurní de Vernet entre l'abat Esclua de Sant Martí del Canigó amb el bisbe d'Elna Berenguer. Tot i la permuta, devia ser reintegrada al monestir, atès que els anys 1163 i 1180 torna a ser esmentada com a possessió de l'abadia canigonenca.
L'església actual correspon majoritàriament a un edifici dels segles xvi i xvii, amb un portal adovellat que dona pas des de la muralla de la cellera a l'escala d'accés al temple. Aquesta portal adovellat té la imatge de Santa Eulàlia en baix relleu a la dovella clau. Pujant l'escala esmentada, s'accedeix a una petita plaça tancada al nord pel campanar i a l'est per la façana de l'església. La part baixa del campanar està formada per les restes de la primitiva església romànica, d'uns 7 metres d'alçada per 3,8 de llarg, on s'observa l'arrencada de la volta de la nau. A l'extrem de llevant es pot veure adossat un dels pilars d'un arc, amb algunes de les dovelles que el formaven. El fragment conservat de la primitiva església es pot datar, per la factura del seu aparell, en el segle xi.